# فرید الهامی
فرید الهامی (متولد ۲۳ فروردین ۱۳۵۹ در صحنه، کرمانشاه -) موسیقی‌دان کُرد اهل ایران و نوازندهٔ تنبور است.

## زندگی
فرید الهامی در ۲۳ فروردین ۱۳۵۹ در شهر صحنه در استان کرمانشاه در خانواده‌ای هنرمند متولد شد. پدربزرگ او سید ایاز قزوینه‌ای از اساتید صاحب سبک مقام بوده‌است. در هفت سالگی به تشویق مادر سه تار را نزد پسر عموهایش، سید صفی‌الدین و سید وهاب آغاز کرد و همزمان به فراگیری تنبور نزد پدربزرگش سید ایاز قزوینه‌ای پرداخت. پس از وفات پدربزرگ شاگردی را نزد سید امرالله شاه ابراهیمی ادامه داد و مقام‌های باستانی و حقانی تنبور را نزد وی فرا گرفت.

## فعالیت حرفه‌ای
وی در سال ۱۳۷۹ اقدام به تشکیل گروه موسیقی با نام زمزمهٔ عشق کرد و همزمان در گروه روچیار به سرپرستی استاد بهروز طاهری ادامهٔ فعالیت داد. او سپس در سال ۱۳۸۴ گروه فردوسی را پایه نهاد. الهامی در سال ۱۳۸۵ کار تمرین و ضبط دو اثر شاهنامه کردی (تراژدی رستم و سهراب) و شاهنامه فردوسی (ضحاک ماردوش) را آغاز کرد که با آهنگسازی وی و صدای شهرام ناظری اجرا شده‌است و برای اولین بار در سال ۱۳۸۵ سعی نموده یک داستان از شاهنامهٔ فردوسی را به اختصار (با گروه تلفیقی مقامی-سنتی) روایت کند.
در سال ۱۳۹۴ همراه با گروه فردوسی و شهرام ناظری آلبوم درفش کاویانی را انتشار داد.
آلبوم هزارهٔ تنبور که شامل مقام‌های مناطق یارسان‌نشین صحنه و گوران و بخشی از مقام‌های یارسان‌های مناطق لک‌نشین و نیز آذربایجان و حاصل پانزده سال تحقیق است، در سال ۱۳۹۷ ثبت و ضبط شد.
تشکیل گروه Mystical Music Of East Trio تلفیق موسیقی مقامی تنبور، قلندری بلوچستان و موسیقی کلاسیک هندوستان و اجراهایی در شهرهای تهران کرمان و شیراز، زنجان و…
ثبت و ضبط آلبوم آی عشق مجموعه اشعار عاشقانه احمد شاملو با آهنگسازی و آواز فرید الهامی، دکلمه سیروس شاملو و تنظیم آرش عادل پور
ثبت و ضبط آلبوم عشق نامه با آهنگسازی فرید الهامی و تنظیم ارشک رفیعی
نامزد بهترین تیتراژ برای جشن حافظ با عنوان آخرین داستان با هنرمندی استاد شهرام ناظری
ساخت موسیقی تیتراژ پایانی انیمیشن آخرین داستان
قرار گرفتن انیمیشن آخرین داستان در لیست کاندیدای اسکار ۲۰۲۰، ساخت تیتراژ پایانی

## آثار
- هزاره تنبور[۵]
- درفش کاویانی (به صورت صوت و تصویر)[۶]
- شاهنامه کردی 2[۷]
- عشق نامه (تنبور و ارکستر سمفونیک)
- فیلم مستند تنبور
- انسانم آرزوست با صدای غزاله فیلی نژاد (منتشر شده در کشور امریکا)
- آلبوم بداهه نوازی تنبور
- آی عشق اشعار احمد شاملو

## کنسرت‌ها
- کنسرت موسیقی عرفانی شرق[۸]
- اولین کنسرت: زمزمه عشق سال ۱۳۷۹ در شهر صحنه
- کنسرت گروه تنبور نوازی زمزمه عشق در بوشهر
- اجرای شاهنامه خوانی گروه فردوسی و استاد شهرام ناظری در پاریس فستیوال اورینتالیست سال ۱۳۸۸
- کنسرت در فستیوال کارتاژ تونس ۱۳۸۸
- برگزاری کنسرت در بیش از بیست استان کشور همراه با گروه فردوسی و استاد شهرام ناظری
- اجرا در دانشگاه تهران سال‌های ۹۱ و ۹۴
- اجرا در دانشگاه صنعتی شریف
- اجرا در دانشگاه مهندسی برق و الکترونیک کازرون
- اجرا در سالن همایش‌های برج میلاد سال ۸۲
- اجرا در سالن همایش‌های برج میلاد تهران سال ۹۱ با گروه فردوسی
- اجرای در آکسفورد انگلستان سال 97[۹]
- و اجراهای متعدد همراه با استاد شهرام ناظری در بسیاری از شهرهای تهران، قزوین، ساری، رشت، قشم، اهواز، کرمانشاه، اراک، کرج، نور، شیراز، اصفهان و…
- کنسرت موسیقی عرفانی شرق در شهرهای تهران کرمان شیراز اصفهان زنجان و…
- پرفورمنس رستم و سهراب در کتابخانه ملی ایران
- برگزاری کنسرت عرفان شرق[۱۰]

## فستیوال‌های بین‌المللی موسیقی
- اجرا در سالن هماییش‌های برج میلاد سال ۸۲
- فستیوال اوریتالیست پاریس سال ۸۸
- اجرا در کارتاژ فستیوال کارتاژ تونس سال ۸۸
- تور کنسرت آلمان در سال ۸۷
- اجرا در تئاتر شهر پاریس سال ۹۶
- اجرا در دانشگاه آکسفورد به همراه استاد شهرام ناظری با گروه مانا نقش در پروژه زبان عشق[۱۱]

## اجرا در رادیوهای بین‌المللی
- اجرا در رادیو فرانسه[۱۲]
- اجرای زنده در تلویزیون kurdsat
- اجرای زنده در تلویزیون nrt2
- اجرای زنده در تلویزیون گلی کوردستان

## داوری در مسابقات
- داوری جشنواره یزد

## ویدئوها
- آلبوم هزارهٔ تنبور[۱۳]
- جنون عشق، استاد شهرام ناظری، فرید الهامی و گروه فردوسی[۱۴]
- گروه فردوسی، اجرای قونیه[۱۵]
- ضرب زورخانه و باستانی[۱۶]
- اجرای گروه فردوسی با اجرای شهرام ناظری[۱۷]
- نمی دانی مگر دردم؟[۱۸]
- شاهنامه خوانی[۱۹]
- نیایش[۲۰]
- خروشیدن کاوه دادخواه[۲۱]
- مقام مجنونی و شاهنامه خوانی[۲۲]
- پادشاهی ضحاک و تولد فریدون[۲۳]
- مقام جلو شاهی باستانی و سحری[۲۴]
- قیام کاوه[۲۵]
- [the mystical music of east[20

کنسرت موسیقی عرفان شرق
نوای موسیقی عرفانی شرق
آهنگسازی تیتراژ فیلم انیمیشن آخرین داستان
همنوازی با درشن آنند

## مصاحبه‌ها
مصاحبه با فرید الهامی درباره آلوبم درفش کاویانی در رسانه نوا
مصاحبه با فرید الهامی درباره نامگذاری شهر تنبور
نگاهی به مصاحبه‌های فرید الهامی با مهرنیوز
نگاهی به مصاحبه‌های فرید الهامی با ویستا
مصاحبه شبکه تلویزیونی NRT2 با فرید الهامی
مصاحبه و اجرای زنده فرید الهامی در شبکه کردستات
مصاحبه با فرید الهامی در رادیو گفتگو

## فعالیت‌های کنونی
- سرپرست و آهنگساز گروه فردوسی[۳۷]
- تدوین کتاب هزاره تنبور
- تشکیل گروه موسیقی عرفانی شرق و تور کنسرتهای این گروه
- مدیر Www.ferdowsimusic.com|آموزشگاه موسیقی فردوسی
- مدیر مؤسسه پارسه سروش فردوسی

## نگارخانه

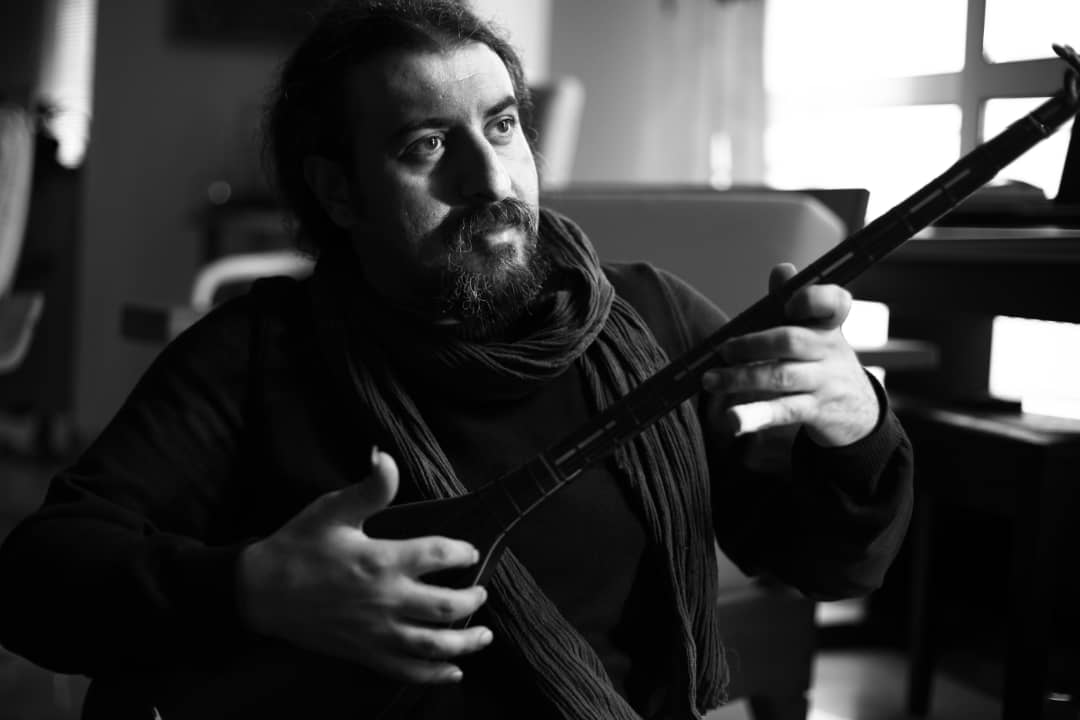

#فرید_الهامی#گروه_فردوسی#تنبور#تنبور_مقامی#تنبورنوازان#تنبور_نوازی#
farid_elhami#tanbour#ferdowsimusic#